# Ramiro Sepúlveda Aguilar
Ramiro Sepúlveda Aguilar; (Pichidegua, 22 de noviembre de 1911). Obrero industrial y político socialista chileno. Hijo de Ramiro Sepúlveda y Elena Aguilar. Casado con Carmen Pérez, matrimonio del cual nacieron tres hijos.
Se dedicó a las actividades industriales en el ramo de los productos químicos y fue consejero de la Caja de la Habitación Popular. Militó en el Partido Socialista;siendo miembro del Comité Central de la colectividad.
Fue Primer Regidor de la Municipalidad de Quinta Normal (1937-1941). Elegido Diputado por la 7.ª agrupación departamental, 1.er. Distrito Metropolitano correspondiente a Talagante, en dos períodos consecutivos (1941-1945 y 1945-1949). Integrò las comisiones de: Trabajo y Legislación Social, Industrias, Educación, y Agricultura y Colonización.